# 840
Cette page concerne l'année 840  du calendrier julien. Pour l'année 840 av. J.-C., voir 840 av. J.-C. Pour le nombre 840, voir 840 (nombre).
L'année 840 est une année bissextile qui commence un jeudi.

## Événements

### Asie
- 20 février : début du règne de Wuzong, empereur Tang de Chine (fin en 846)[1].

- L'Empire ouïgour s'effondre sous les coups des Kirghizes qui fondent le Khaganat kirghize du Ienisseï[2] : cent mille Kirghizes brûlent Ordu Balik et mettent à mort le Kaghan. Treize tribus ouïgoures demandent l'aide de la Chine qui les repousse. Elles seront anéanties (843)[3]. Quinze autres tribus se dirigent vers le Sud-Ouest (Xinjiang et Gansu) où elles fondent deux royaumes, le royaume de Qocho (840-1030) et royaume de Ganzhou (840-1209)[4].

- Début du règne en Inde de Mihira Bhoja (en), roi Pratihara de Kanauj (fin en 890)[5]. Il établit un vaste empire sur tout le Nord (du Pendjab au Bengale) en s’alliant avec les autres princes Gurjara (Râjput).

### Europe
- 23 février : Pactum Lotharii[6]. Traité commercial de libre-circulation à l’intérieur de l’Italie entre Lothaire et Venise[7]. Venise, vassale de Byzance, commence à battre sa propre monnaie.
- 5 mai : éclipse totale de Soleil[8],[9].
- 20 juin : Louis le Pieux meurt alors qu’il allait affronter Louis de Bavière[10].
- 24 juillet, Strasbourg : Lothaire, rentré d'Italie, prétend à l’ensemble de l’empire sans reconnaître à ses frères de royaumes autonomes (fin de règne en 855). Charles et Louis se liguent contre lui[11].
- 13 août : Lothaire fait don à l'abbaye de Saint-Arnould de la villa de Rémilly près de Metz[12].
- 22 novembre[13] : Loup est nommé par Charles le Chauve abbé de Ferrières-en-Gâtinais (fin en 862) pour remplacer Odon, déposé pour avoir soutenu Lothaire.

- Intervention des Danois à Hamwic et Portland en Angleterre[14].
- Le comte lombard de Capoue (gastald) Landulf se rend indépendant de Bénévent[15].
- Serge est élu Magister militum par les citoyens de Naples. Il devient le premier duc héréditaire de Naples[16].
- La flotte vénitienne intervient sans résultats contre les Arabes qui s’emparent de Tarente (839-880) et de Bari (841)[17].
- Léon le Mathématicien ou le Philosophe devient métropolite de Thessalonique (fin en 843)[18].